# IC 2944
IC 2944, även Lambda Centauri-nebulosan, är en nebulosa ungefär 6 500 ljusår från solsystemet i stjärnbilden Kentauren. Den är en öppen stjärnhop med en tillhörande emissionsnebulosan belägen nära stjärnan Lambda Centauri. Den har Bok-globuler, vilka ofta är en plats för aktiv stjärnbildning. Inga bevis för stjärnbildning har dock hittats i någon av globulerna i IC 2944. Andra beteckningar för IC 2944 är RCW 62, G40 och G42.

IC 2944/8-bild från Wide Field Imager på MPG/ESO 2,2-metersteleskopet

Bilden till vänster från ESO Very Large Telescope är en närbild av en uppsättning Bok-globuler som upptäcktes i IC 2944 av astronomen A. David Thackeray år 1950. Dessa globuler är nu kända som Thackerays globuler. På 2MASS-bilder syns 6 stjärnor inuti den största globulen. 
Det nebulosumområde som syns på moderna bilder inkluderar både IC 2944 och IC 2948, såväl som den svagare IC 2872 i närheten. IC 2948 är den ljusaste emissions- och reflektionsnebulosan mot sydost, medan IC 2944 är stjärnhopen och den omgivande nebulosan som sträcker sig mot Lambda Centauri. IC 2944 har fått smeknamnet "Springande kycklingnebulosan" från en grupp stjärnor som liknar en springande kyckling. Stjärnan Lambda Centauri ligger strax utanför IC 2944. Nebulosan är 6 500 ljusår från jorden.